# Gerald Gould
Gerald Gould, född 1885, död 1936, var en brittisk författare.
Gerald Gould var fellow vid universiteten i London och Oxford 1906–1916, ledarskribent i Daily Herald 1915–1919, medutgivare av Daily Herald 1919–1922, samt medarbetare i skilda tidningar och tidskrifter, främst Observer. Gould utgav diktsamlingarna Lyrics (1906), Poems (1911), The journey (1920) och New poems (1927). Han utgav även en del romaner och essäer såsom Essay on the nature of lyric (1909), The return to the cabbage (1926), All about woman (1931) och Refuge from nightmare (1933). Gould utgav dessutom The coming revolution (1920) och Lesson of Black Friday, a note on trade-union structure (1921), två politiska studier, samt The English novel of today (1924). Hans Collected poems utkom 1929.